# Зигмунт Бальк
Зи́гмунт Ба́льк (пол. Zygmunt Balk; 14 липня 1873, Львів — жовтень 1941, Львів) — відомий польський художник та сценограф єврейського походження. Працював у театрі Скарбека, Великому міському театрі, Львівському єврейському театрі. Нагороджений Золотою медаллю на Міжнародній виставці сценографії в Римі (1913).

## Життєпис
Народився у Львові 14 липня 1873 року в заможній єврейській родині. 
Батьки синові дали не релігійну, а світську освіту. Помітивши у Зигмунта здібності до малювання, віддали його в науку до художника та театрального декоратора Ян Дюлля, який нещодавно приїхав з Відня й відкрив у Львові власне ательє. Серед численних учнів — дітей заможних львів'ян, маестро Ян відразу відзначив здібного Балька та приділяв йому уваги більше, ніж іншим. Підготований у
творчій майстерні Яна Дюлля, юнак вступив на навчання до цісарсько-королівської школи художнього промислу (нинішній Львівський фаховий коледж декоративного і ужиткового мистецтва імені Івана Труша). Після закінчення цього навчального закладу батьки відсилають сина до Відня — набувати фахових знань у столиці, адже той твердо заявив, що стане лише театральним художником.
У Відні, юнака бере до свого ательє декоратор Віденської опери Герман Бургардт. Його роботи Зигмунт знав, бо бачив їх на сцені театру Скарбека у Львові. Навчання у маестро Бургардта відкривало шляхи до найвідоміших європейських театрів, адже вони всі були клієнтами знаменитого віденця. Певно, що учня цього метра театрального живопису шанобливо приймали в театрах Берліна та Лейпцига. Працював молодий декоратор у Мюнхені і Дрездені. Але душею він все одно тягнувся до рідного Львова.
У 1896 році він повернувся до Львова. Ян Дюлль був задоволений зі свого учня. Поки той роздивлявся у Львові, маестро, якому замовляли декорації до вистав театру Скарбека, взяв його в компаньйони, а потім рекомендував його до самостійної праці. Першою власною роботою Балька для театру Скарбека стала вистава за Жюлем Верном «Подорож навколо світу за 80 днів». Це був неабиякий успіх молодого Балька. І тоді замовлення посипалися одне за одним. Польський театр його запрошує оформляти свої вистави «Барбара Радзівілл» за А. Фелинським, «Лілла Венеда» та «Балладина» за Ю. Словацьким. У 1898 році розпочинає роботу у Львові єврейський театр, де Бальку пропонується створювати декорації до усіх вистав. Він обирає «Уріеля Акосту».
Новий декоратор працює легко, вишукано, сучасно. Але більше все ж таки тяжіє до оперних вистав, де була і завжди лишиться своя специфіка (навчання у Бурхардта далося взнаки). І коли у 1900 році в урочистій обстановці відкривається у Львові Великий міський театр, Зигмунт чекає, що його запросять стати сценографом цього театру. І дійсно директор Міського театру Тадеуш Павліковський на посаду сценографів Великого театру запрошує молодого художника Зигмунта Балька разом з художником Станіславом Ясеньським. На той час Бальк вже має і свою майстерню, і є знаним, завдяки напрочуд вдалим постановкам — «Сірано де Бержерак» за Е. Ростаном, «Пер Гюнт» за Г. Ібсеном.
Але система, з якою довелося зіткнутися у Великому театрі, спантеличує. Він бачив себе вже майже львівським Бургардтом, але Павліковський прагнучи не порушувати відому театральну традицію, замовляє у Відні 70 комплектів декорацій для нового театру. Це були універсальні для більшості оперних постановок декорації, виконані у майстерні Германа Бургардта. Ці полотна потім використовувалися впродовж десятків років. Місцевим сценографам залишалося лише додавати до них нові елементи, по-іншому освітлювати, маскувати надто виразні, а тому вже пізнавані деталі, дописувати на окремих картонах різноманітні «титули», малюнки, наприклад, у «Ромео і Джульєтті» (за Ш. Гуно) — «Вулиця у Вероні», у «Ванді» (за Ц. Норвідом) — «Вигляд Відня здаля» тощо. 
Тоді він починає потроху «повертати» традицію: добивається права на самостійні роботи і виконує блискучі та оригінальні декорації до вистав «Отелло» (за Дж. Верді), «Болеслав Хоробрий» (за Л. Ружицьким), «Тангейзер» (за Р. Вагнером). Він береться навіть оформляти позапланові оперетки, як додаткові до репертуару постановки, хоча цей жанр терпіти не може. Авторитет художника зростає. І все, до чого він береться, виконується на найвищому рівні. В його виставах — завжди справжня мистецька обсада. У нього співають найкращі солісти. Тут відбуваються вдалі дебюти… І справа рушила з місця. Тепер уже його самого починають тиражувати. Використовують у «підборах» деталі його декорацій. Тепер на «планах» пишуть: «салон (чи кімната) Балька»; або «скеля нова — Балька». На декораціях «Демона» напис: «Перед І актом — як у „Зігфріді“ Балька — остання зміна».
Проте, у театральному сезоні 1910—1911 років постановку опери Р. Вагнера «Загибель Богів» новий директор театру Л. Геллер знов доручає художнику з Відня. «Копіює мальовничі краєвиди Рейна, не заглиблюючись в ідею Вагнера» — з сумом оцінює роботу суперника Зигмунт Бальк. Ніби відчуваючи, яке творче випробування чекатиме на нього через кілька років на Міжнародній виставці сценографії в Римі, де він, львівський сценограф, виявиться найдосвідченішим, найдосконалішим серед своїх побратимів по фаху з усієї Європи у вирішенні саме творів Ріхарда Вагнера, за що 1913 року його було відзначено європейською Великою Золотою медаллю. 
Також займався розписом різних будівель та станковим живописом. Так, в будівлі Торгово-промислової палати на вулиці Академічній у Львові (нинішня будівля прокуратури у Львівській області на проспекті Шевченка), між скульптурними групами на трьох стінах зали, у вигляді декоративного фризу, збереглися малярські панно Фелікса Виґживальского та Зигмунта Балька, виконані у 1908—1909 роках. Бальк також виконав поліхромні оздоблення Львівського двірця та науково-виховного закладу для дівчат Софії Стшалковської (нинішній ліцей № 6 Львівської міської ради), малював портрети великих композиторів у залі Львівської філармонії, що на той час містилася у приміщенні театру Скарбека. 1911 року у Львові експонував італійські пейзажі (у тому числі з Риму та Капрі). На Весняному салоні Львівського товариства друзів образотворчого мистецтва у 1914 році гарні відгуки отримало колористичне рішення пейзажу Зигмунта Балька «Єрусалим».
В січні 1928 року у Великому міському театрі Львова відбулася прем'єра опери Ежена Д'Альбера «Голем» (художник-оформлювач З. Бальк). Восени 1939 року у новому єврейському театрі на вулиці Ягеллонській (нинішня вулиці Гнатюка) робить сценографію до спектаклю Іди Камінської «Без вини винні» за О. Островським. У жовтні 1940 року відбулася прем'єра «Пиру», де він виступає співсценографом вистав «Йоселе», «Сирітка Хася», «Сестри».
Зигмунт Бальк з родиною протягом 1908—1941 років мешкав у Львові, в будинку на вулиці Якуба Германа, 6 (нинішня вулиця Лемківська).
У червні 1941 року художник залишився у Львові. Тут він відзначив 30-ліття своєї творчої діяльності. Останні десять років він працював лише з єврейськими театрами у Львові.
Зигмунт Бальк покінчив життя самогубством у жовтні 1941 року.

## Твори
- 1914 — «Єрусалим».
- 1934 — «Брама в саду».
- близько 1939 — «Натюрморт з глечиком», «У саду».

Твори Зиґмунта Балька
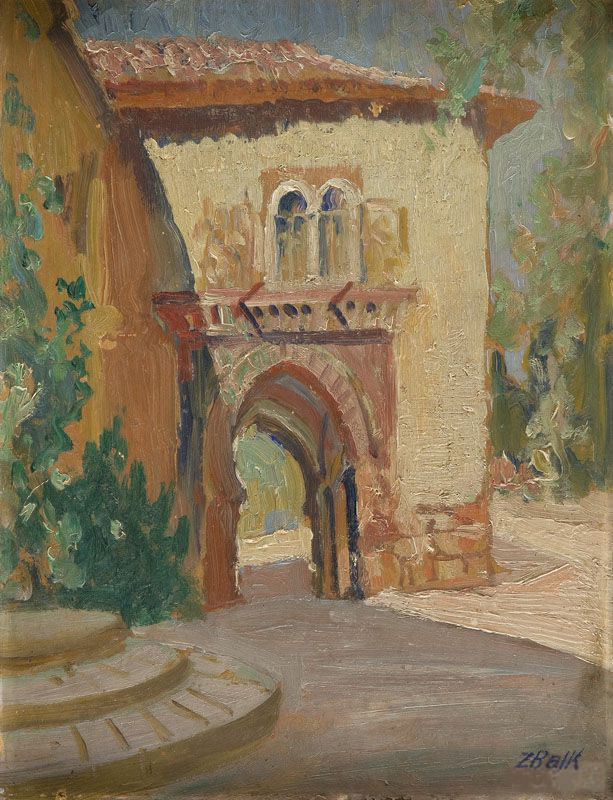
Брама в саду
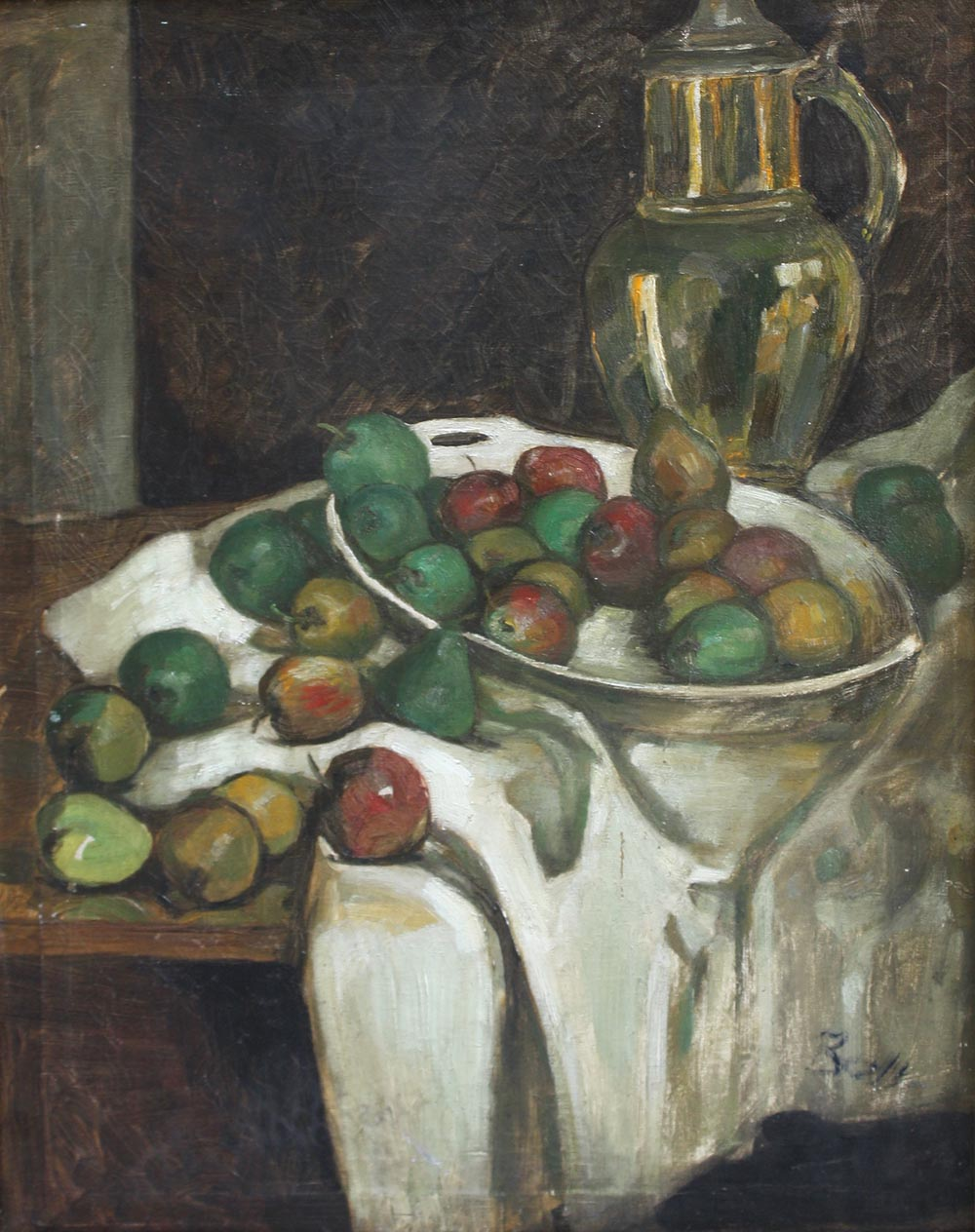
Натюрморт з глечиком
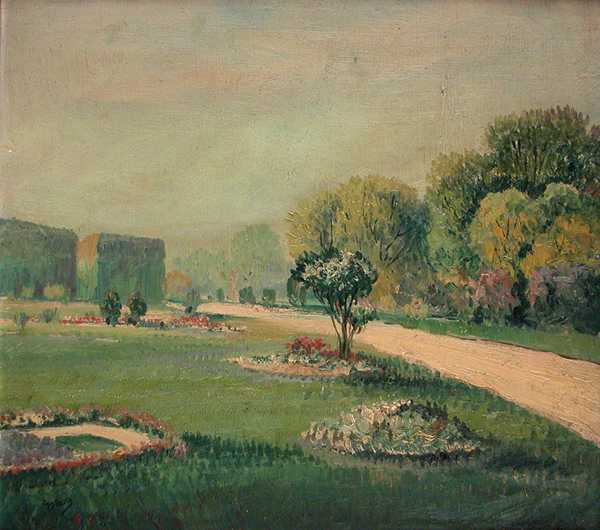
У саду

## Родина
- Син — польський поет, публіцист та педагог Генрик Бальк (14 серпня 1901 — липень 1941). У 1917 році закінчив середню школу. Потім він навчався на філософському факультеті Університету Яна Казимира. У 1925 році отримав докторський ступінь, захистивши дисертацію на тему: «Z badań nad wyobraźnią artystyczną Stanisława Wyspiańskiego». Від 1925 року викладав в одній з гімназій Львова. Як поет дебютував у 1923 році віршем «Wiosna», що був надрукований у львівському часописі «Wiek Nowy». Упродовж 1924—1930 років він писав статті та рецензії для часописів «Gazeta Lwowska» та «Gazeta Poranna». У 1930-х роках публікував вірші також у журналах «Lwowskie Wiadomości Muzyczne i Literackie», «Sygnały» та «Droga». Організовував літературні зустрічі у Львові. Після початку Другої світової війни та радянської окупації східної Польщі він залишився у Львові. Після вторгнення вермахту до Львова та під страхом бути перед відправленим до Львівського гетто він покінчив життя самогубством у липні 1941 року[4][5][6].